# Cornillo Vecchio
Cornillo Vecchio è una delle 69 frazioni di Amatrice, dalla quale dista 1,30 km verso Nord Ovest. Situata a 887 metri s.l.m., si trova tra il fiume Tronto e i Monti della Laga all'interno del confine dell'area protetta del Parco Nazionale del Gran Sasso e Monti della Laga.
Gli eventi sismici del 24 agosto 2016 e successivi (Terremoto del Centro Italia), hanno quasi interamente distrutto il tessuto abitativo, fortunatamente senza causare vittime. Nonostante la devastazione quasi totale (risultano agibili solo 2 case) la frazione non è considerata zona rossa  e pertanto l'accesso non è interdetto.

## Storia
Informazioni su Cornillo Vecchio si hanno sin dalla fine del X secolo, quando facoltosi nobili delle Terre Summatine, di cui Cornillo Vecchio faceva parte, donarono alla Badia di Farfa alcuni territori circostanti Amatrice: "loco ubi dicitur Turrita, Cornello, Preta, Anomisi".
Ancora notizie di Cornillo Vecchio compaiono in questa cartina del Giustizierato d'Abruzzo Ulteriore del 1590, nella quale è riportata l'ubicazione della frazione individuata con il nome di Cornilo Vecchio.
Cornillo Vecchio, come Amatrice e altre ville, fu pesantemente danneggiato dai terremoti del 7, 14 e 17 ottobre 1639 e dai successivi movimenti tellurici altrettanto disastrosi avvenuti nel 1672, 1703 e 1730 che portarono alla distruzione definitiva di alcune ville (Cantone, Collebasso, Corva, Camposetacciaro ecc.).
Non si separò mai dall'Università dell'Amatrice, come fecero invece altre ville tra il 1641 e il 1643. I Catasti del 1749 e del 1755 di Cornillo Vecchio sono conservati presso l'Archivio di Stato dell'Aquila. La popolazione residente nel 1855 contava di 95 abitanti e di 143 nel 1951.

## Chiesa di San Francesco da Paola

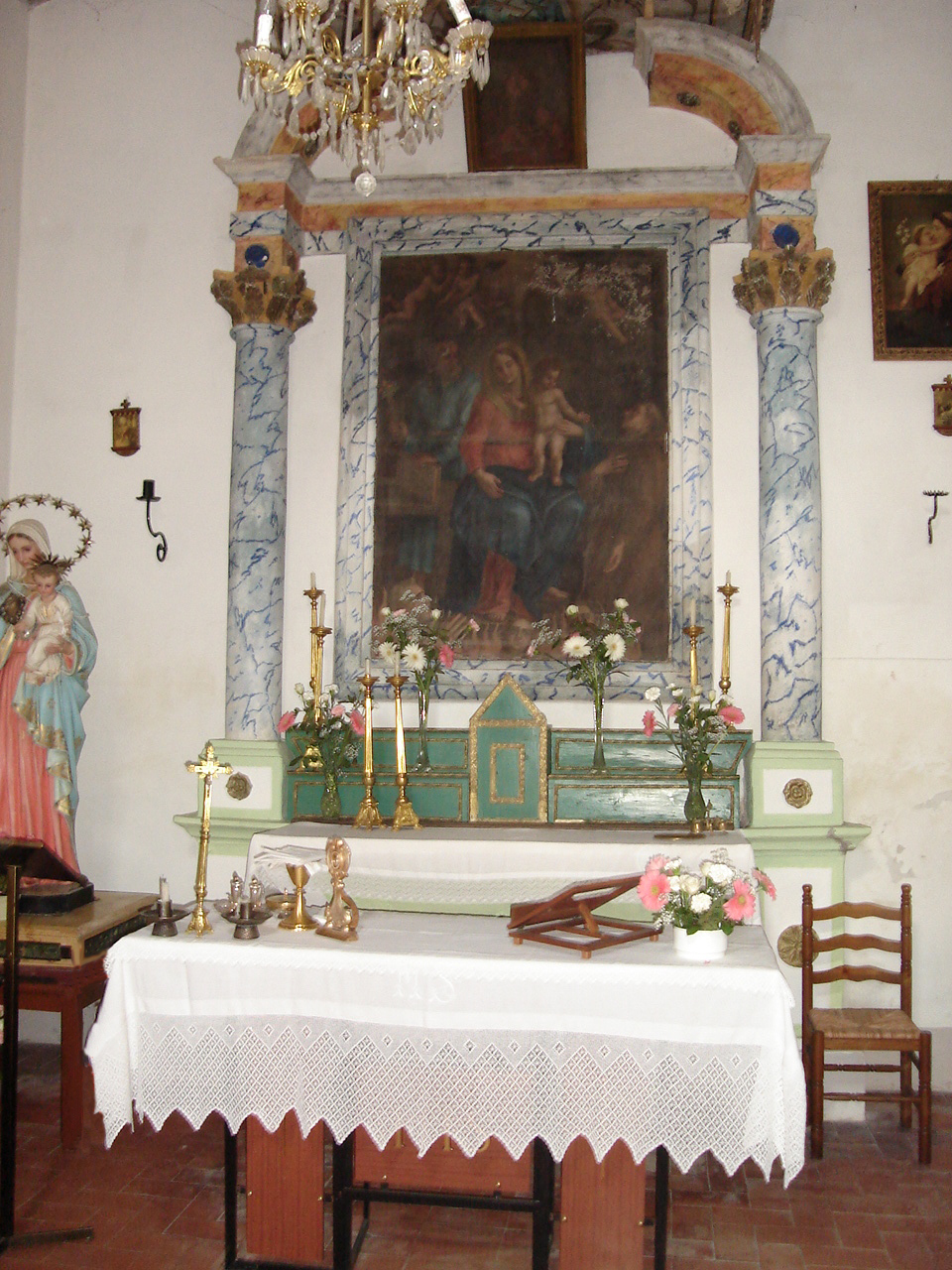
fig.1 Altare con Dipinto

Della chiesa di Cornillo Vecchio intitolata a San Francesco da Paola, protettore della frazione, si hanno notizie certe solo a partire dalla metà del XIX secolo quando ne viene fatta menzione nella visita pastorale del 1840. Tale documentazione, conservata presso l’Archivio Vescovile di Ascoli Piceno, fornisce anche una descrizione dell’altare presente al suo interno e dell'affresco raffigurante la Madonna col Bambino, San Giuseppe sulla sinistra, un santo francescano sulla destra e in basso le anime del Purgatorio tra le fiamme (fig.1 autore sconosciuto).
In alto rispetto al dipinto vi è posizionata una piccola tela proprio raffigurante il Santo protettore. Non si hanno notizie certe sul perché la chiesa venne intitolata al santo calabrese, c’è da ricordare però che San Francesco da Paola, fu una figura molto venerata nonché patrono del Regno delle due Sicilie nel quale territorio rientrava l’Abruzzo Ulteriore con Amatrice e le sue ville.
Informazioni più precise riportano che la piccola chiesa era in precedenza riservata ad uso padronale della famiglia Guerrini e solo in un secondo momento fu resa pubblica ed ampliata.
La struttura a pianta semplice quadrata con annessa sagrestia sulla destra, presenta un tetto carenato a capriate e un campanile a vela con due campane sovrapposte.
La facciata a coronamento orizzontale, tipica delle chiese umbre, abruzzesi e dell’alto Lazio, termina in un cornicione con modanature sormontato da croce. La stessa facciata poi è corredata da un rosone centrale e una lapide commemorativa in marmo che ricorda 2 vittime decedute nel conflitto della prima guerra mondiale (fig. 2) con la seguente incisione riportata: 
| GENTILE GUSTAVO 13 AGOS. 1886 – 26 OTT. 1918 MONTE PERTICA | GENTILE TITO 30 DICEM. 1895 – 7 AGOS. 1916 OSLAVIA |
| ---------------------------------------------------------- | -------------------------------------------------- |
| MONITO ED ESEMPIO AI SUPERSTITI CADDERO PER LA PATRIA      |                                                    |

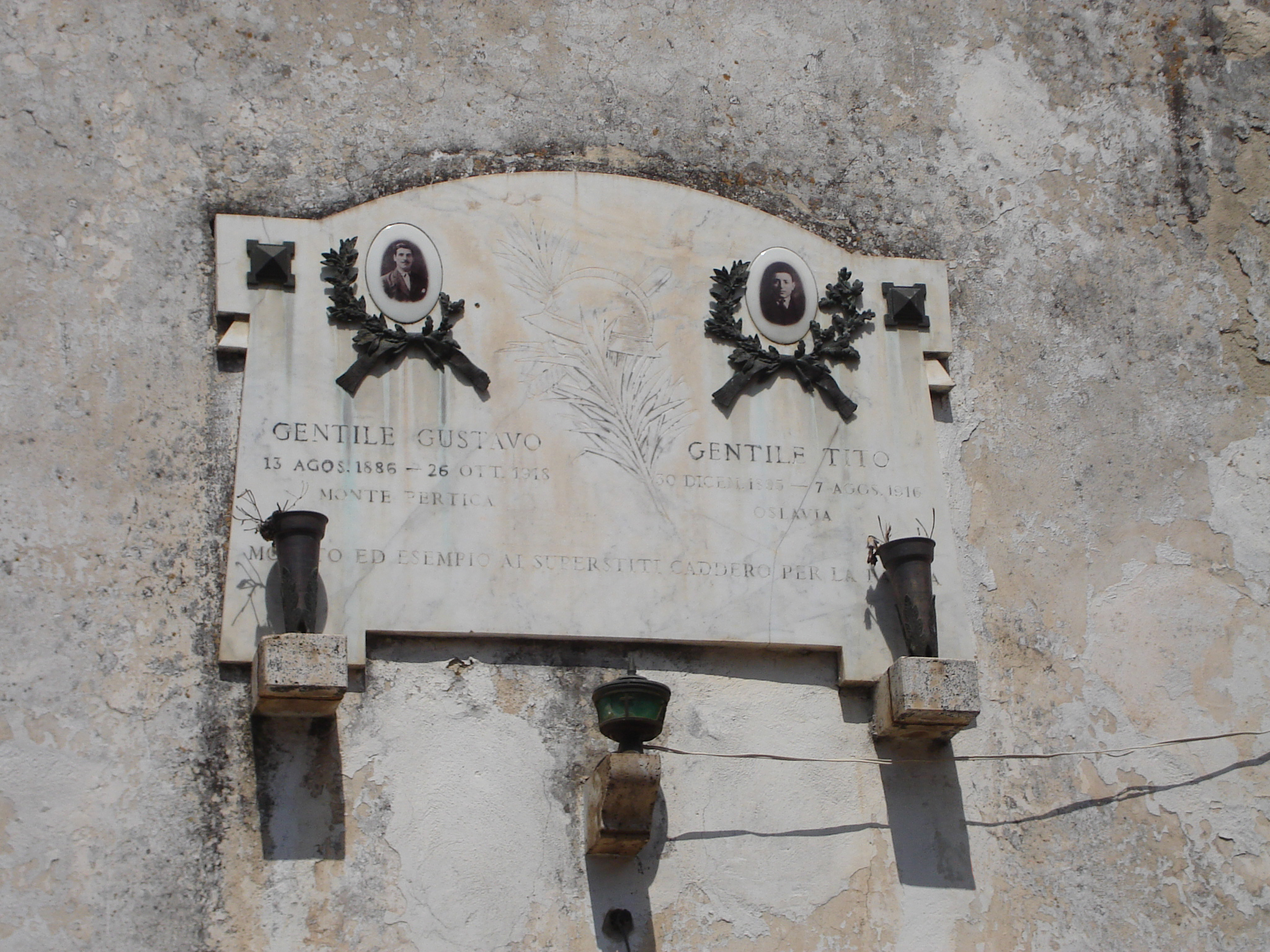
fig.2 Lapide commemorativa

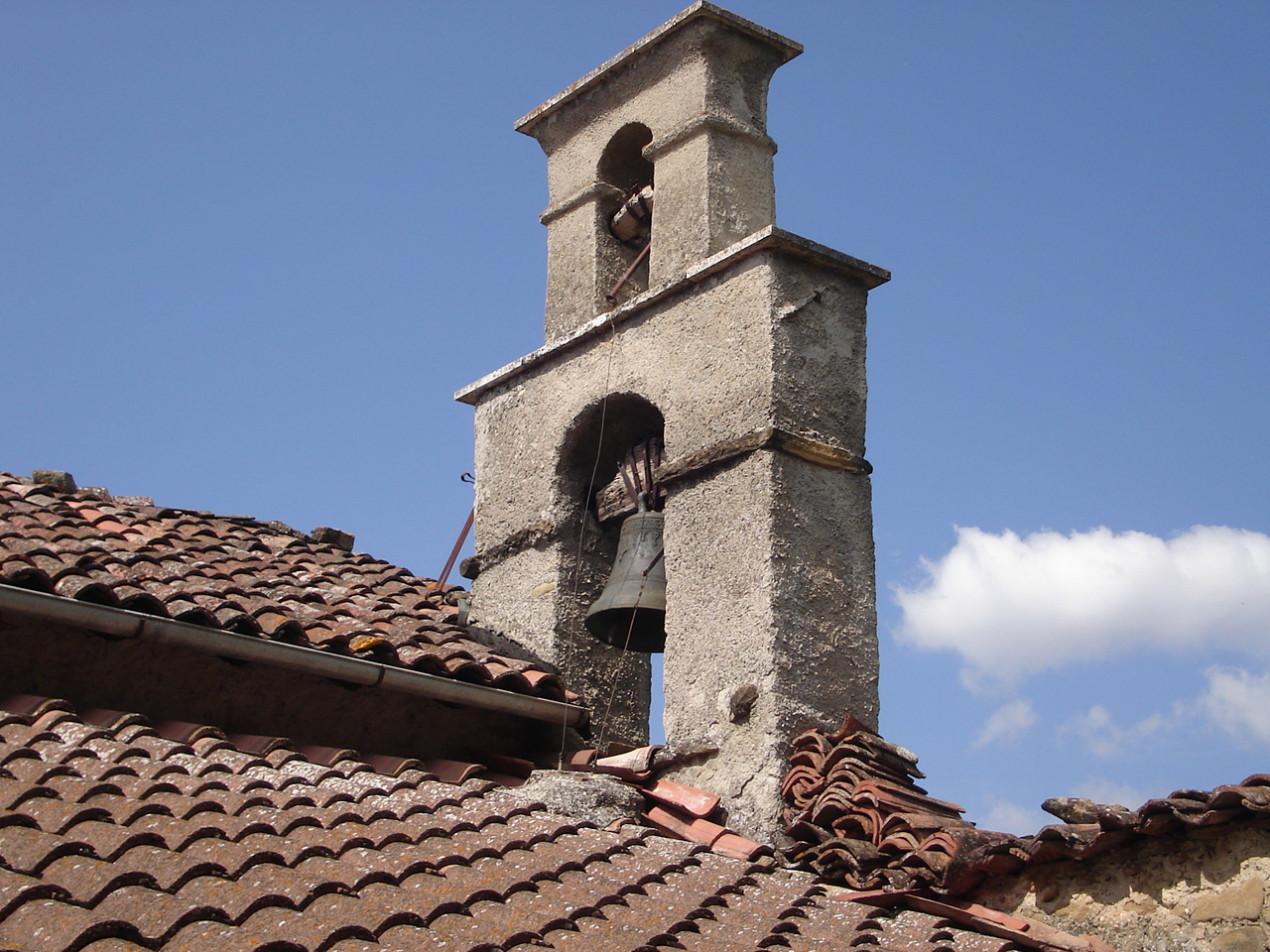
fig.3 Campanile a vela

Infine particolare menzione va fatta a proposito della campana principale (fig.3).  Da ricerche eseguite da Adriano Ruggeri e pubblicate nel periodico Fidelis Amatrix luglio/agosto 2015, sembra che tale campana sia stata aggiunta al complesso intorno al 1913-1914 e che provenga dall’ex chiesa di San Domenico in Amatrice. La campana infatti risalirebbe al XVII sec. come riporta l’epigrafe che recita:
+ OPUS HOC EX PIIS FIDELIUM MUNERIBUS DEIPARAE SS. ROSRII OBLATIS SACRAM e ancora sotto:
EXEGUENTIBUS MISSIONEM PP. SS. REDEMPTORIS CONFECTUM FUIT A. D. 1628 +
Essa fu acquistata dai paesani di Cornillo Vecchio, grazie all’intercessione del parroco Don Francesco Guerrini, dal comune di Amatrice al prezzo di 380 Lire. Qui di seguito la delibera del dicembre 1913 della giunta municipale del comune di Amatrice in merito alla vendita: "vista la domanda avanzata dal parroco Don Francesco Guerrini tendente ad ottenere una campana fuori uso posta nella ex Chiesa di S. Domenico; ritenuto che essendo la detta chiesa abbandonata, la campana ivi esistente è inutile tenerla poiché inservibile e quindi è utile venderla al richiedente tanto più che viene adibita per la chiesa della frazione di Cornillo Vecchio; ritenuto che il Guerrini è disposto a pagare la campana lire 3,50 il chilo, e cioè lo stesso prezzo che pagherebhe se I'acquistasse nuova alla fabbrica", deliberava all’unanimità “di vendere al parroco D. Francesco Guerrini la campana esistente nella Chiesa di S. Domenico a lire 3,50 il chilo del suo peso, restando a carico del detto Guerrini la spesa per smontarla dal campanile."
La chiesa di San Francesco fu oggetto di diversi restauri nel XX secolo. Nel corso di uno di questi restauri furono rinvenute sepolture in bare sotto il pavimento della chiesa. L’ultimo restauro invece risale al 1992, e fu finanziato ed eseguito interamente dagli abitanti della frazione.
Ad oggi, come quasi la totalità degli edifici pubblici e privati del paese, la chiesa di San Francesco da Paola risulta interamente distrutta insieme ai suoi cari elementi architettonici e decorativi, fatta eccezione per la statua della Madonna col Bambino. Miracolosamente ritrovata intatta dopo la scossa del 24 agosto 2016. Recuperata dai vigili del fuoco il 28 agosto, si trova ora presso la Curia di Rieti.
Grazie all'impegno di Marco Guerrini è nata la ONLUS " che si pone come obiettivo principale quello di ricostruire la chiesa di San Francesco da Paola presso Cornillo Vecchio.

## Antiche Strade
Tracce di passaggio nel territorio della frazione si ritrovano già dall’epoca romana. L’antica via romana "Interamnia - Castrum Novum" che univa le attuali Teramo con Giulianova, trovava nei pressi della località Cavonetto, lungo la Valle di S. Giovanni in territorio Abruzzese, una deviazione che portava verso la via Salaria, collegando appunto l’antica via del sale con il territorio di Interamnia passando attraverso gli Appennini.

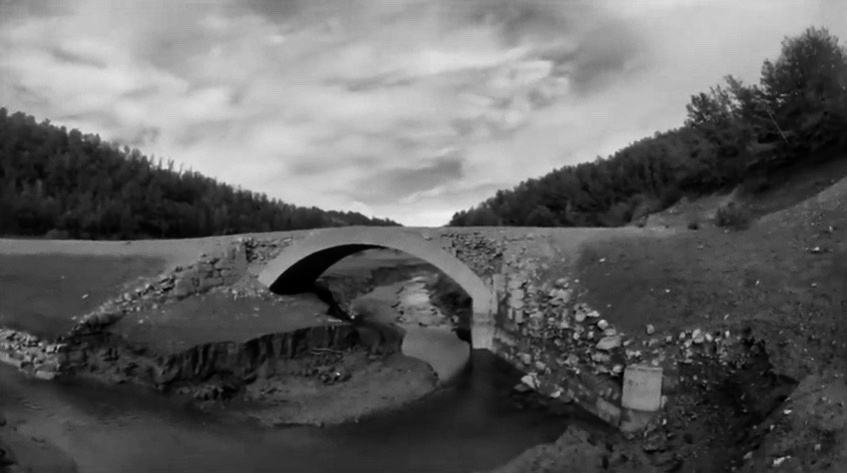
fig.4 Ponte Scadarello

Questa antica strada si suppone si dirigesse da Valle San Giovanni, verso Ovest per Pagliaroli, quindi per Comignano, raggiungendo Macchiatornella. Da qui in direzione di ponente, tra Monte Pelone Meridionale e Pizzo di Moscio, procedeva per Stazzo Padula, Stazzo di Mezzo, Stazzo della Pacina e Stazzo di Selva Grande. Quindi riscendendo per la frazione di Capricchia e Villa San Cipriano, alle porte di Amatrice, attraversava la stessa e proseguiva seguendo l’attuale Sentiero Italia 300 che attraversando il fiume Tronto risaliva verso Cornillo Vecchio percorrendo l’attuale Strada Comunale Da Filetto ad Amatrice. Da qui poi scendeva verso Ponte Scandarello (fig.4), antico ponte romano oggi sommerso dall’omonimo lago, fino alla via Salaria in corrispondenza del miglio LXXXVII. Di questa strada si ha ancora memoria nella tradizione locale, come la via più breve per raggiungere Roma.
Oggi ovviamente la strada carrabile che congiunge Amatrice alla via Salaria è la Strada Regionale 260 Picente, sulla quale Cornillo Vecchio affaccia oltre il fiume Tronto. Il Sentiero Italia 300 tuttavia viene ancora oggi battuto dagli escursionisti in una delle sue molte varianti che porta da Amatrice, attraverso Cornillo Vecchio, fino al Santuario della Madonna di Filetta. Questo percorso è lo stesso compiuto dalla processione di fedeli, che ogni anno a Maggio la domenica dopo l'Ascensione, in occasione della festa della Madonna di Filetta patrona di Amatrice, riporta il reliquiario contenente il cammeo sacro al Santuario.
La Strada Comunale da Filetto ad Amatrice, nel tratto che attraversa la frazione, non è ad oggi percorribile poiché la sede è occupata dalle ingenti macerie prodotte dal crollo degli edifici circostanti.

## Associazione
A seguito degli eventi catastrofici del Terremoto del Centro Italia è nata l'associazione "Amici di Cornillo Vecchio di Amatrice", che ha come unico scopo quello di contribuire, dal lato privato, a stimolare e favorive l'intera ricostruzione dell'abitato nei tempi più brevi possibili, alleviare i disagi dei residenti e favorire il ritorno in questi luoghi.

## Galleria d'immagini

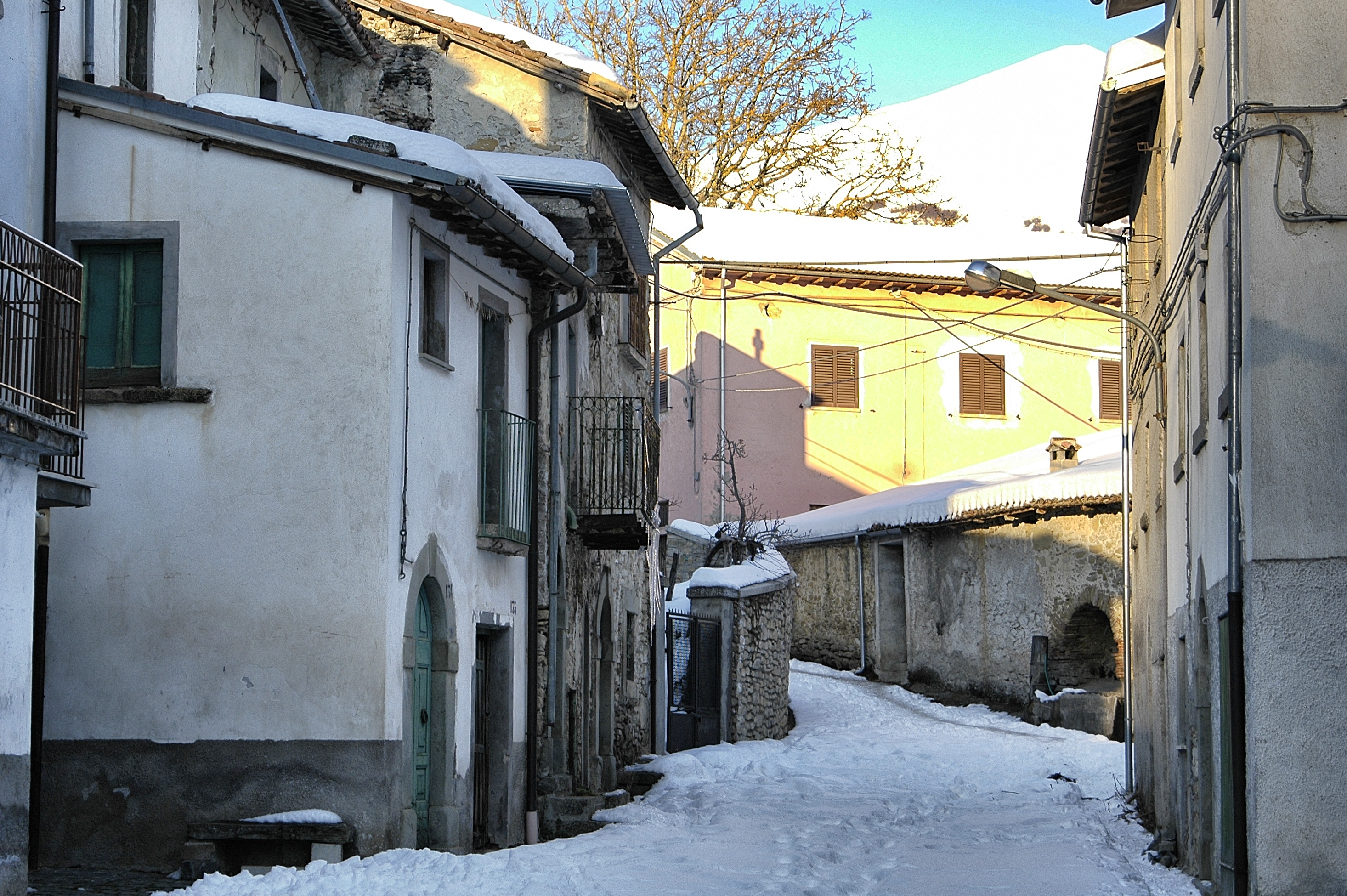
Corso di Cornillo Vecchio
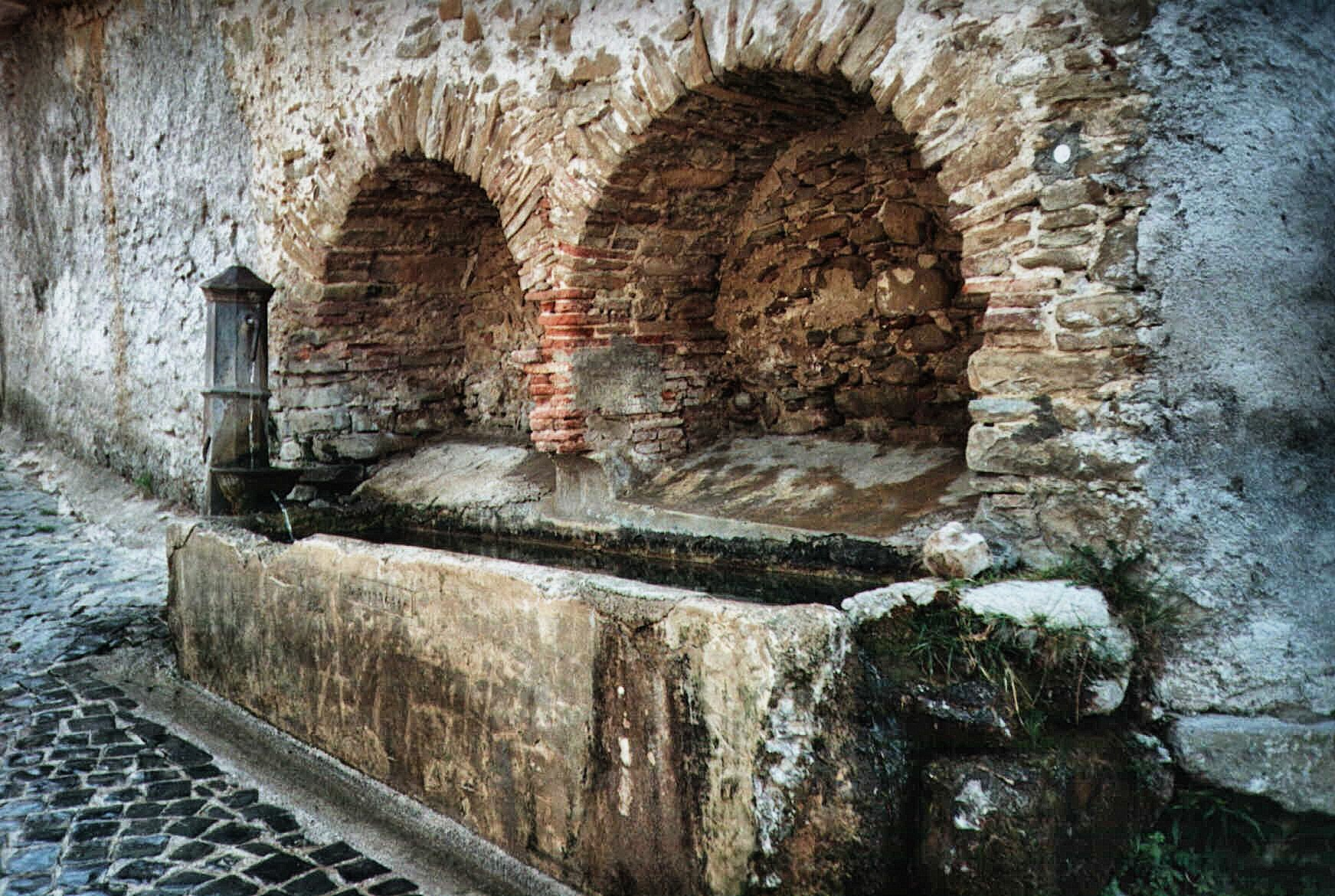
Fontana
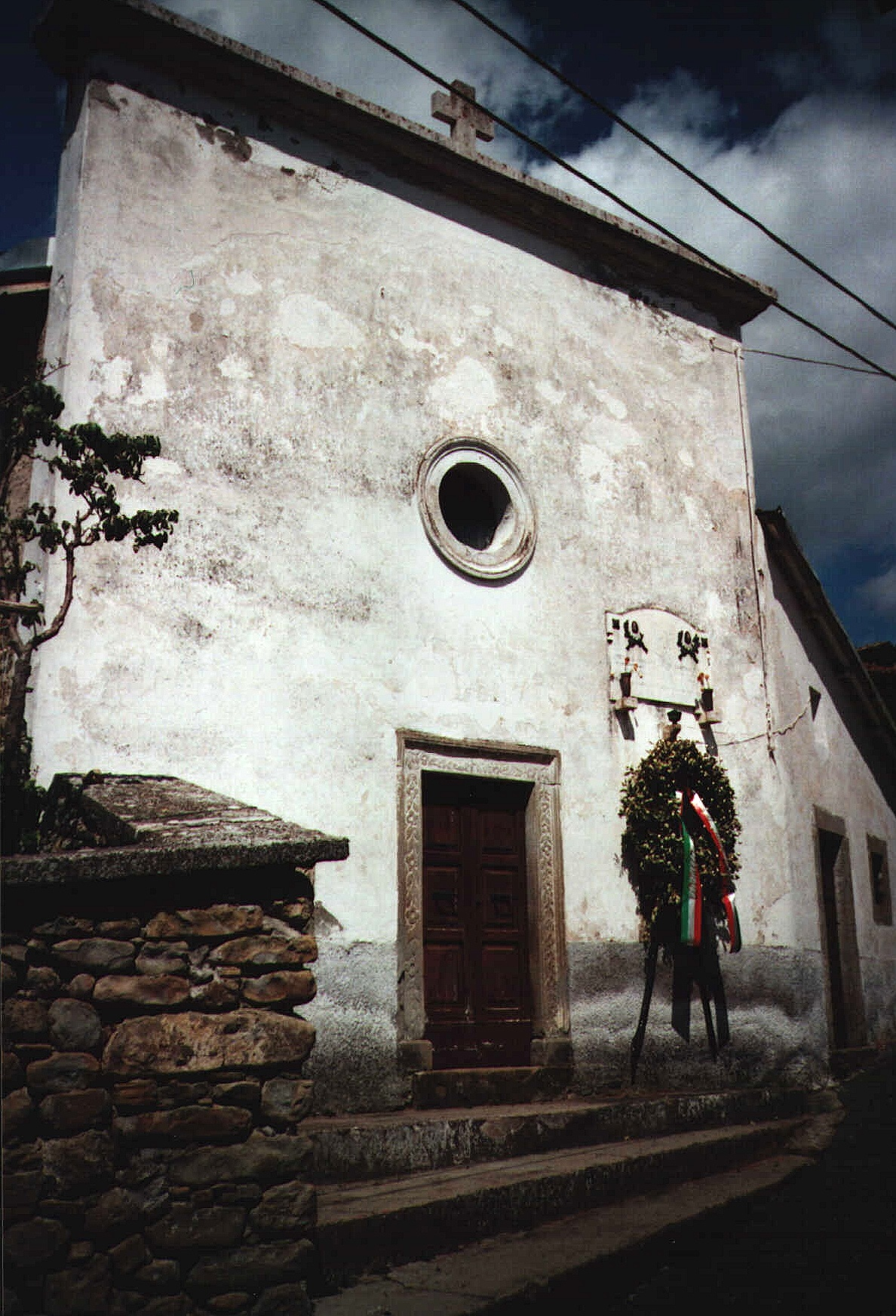
Chiesa di San Francesco da Paola
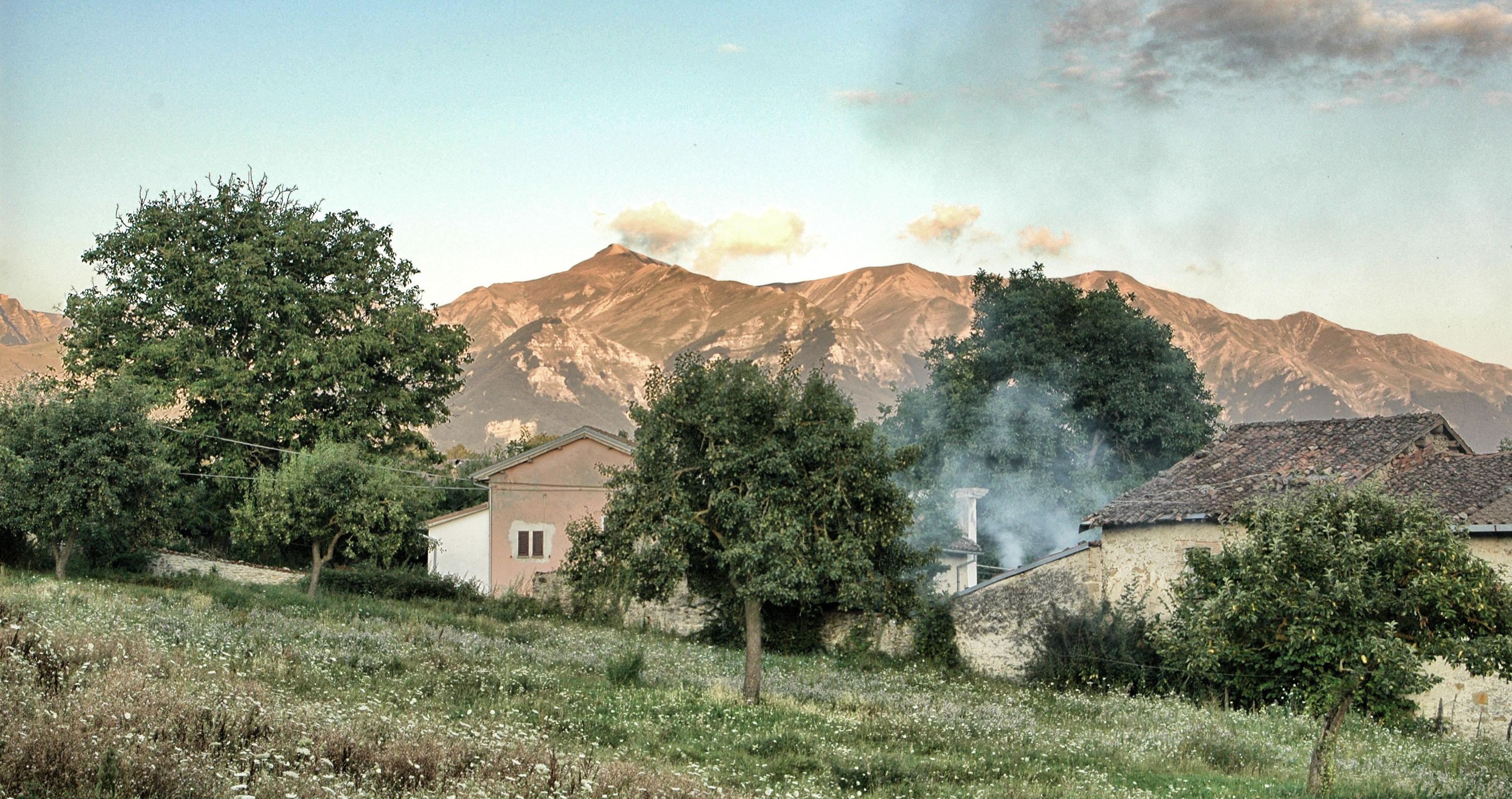
Monti della Laga da Cornillo Vecchio
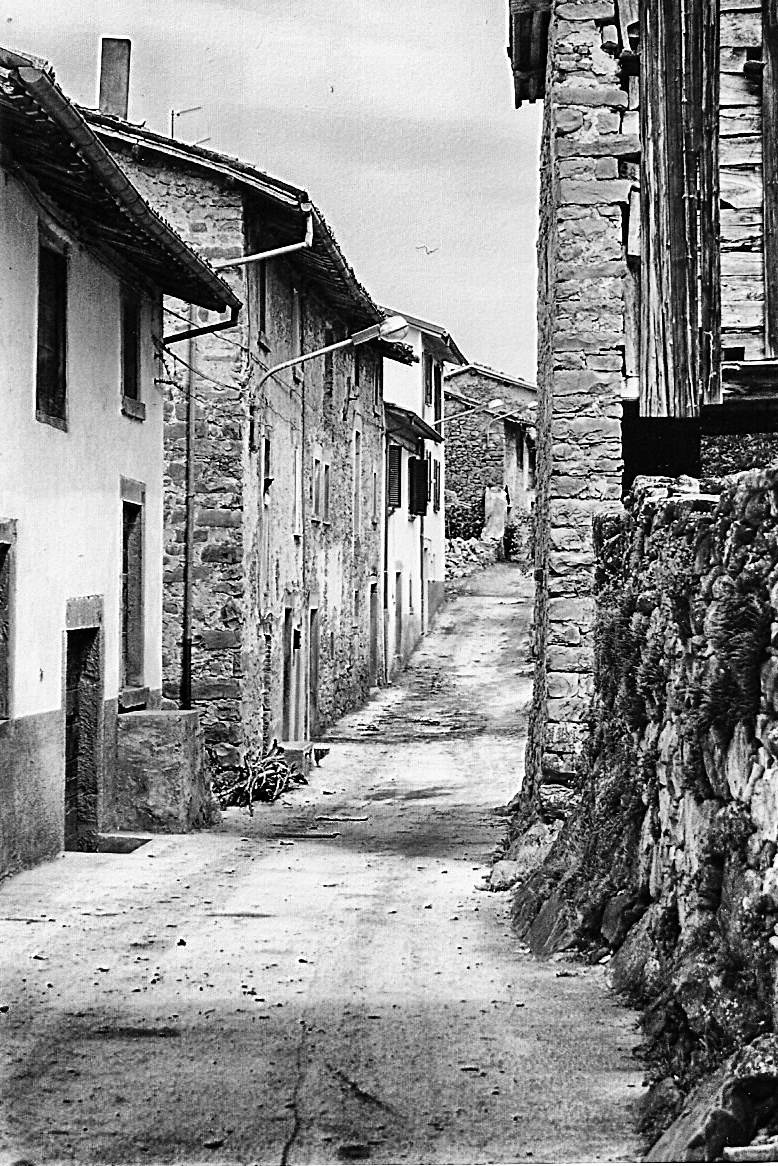
Via da Filetto ad Amatrice
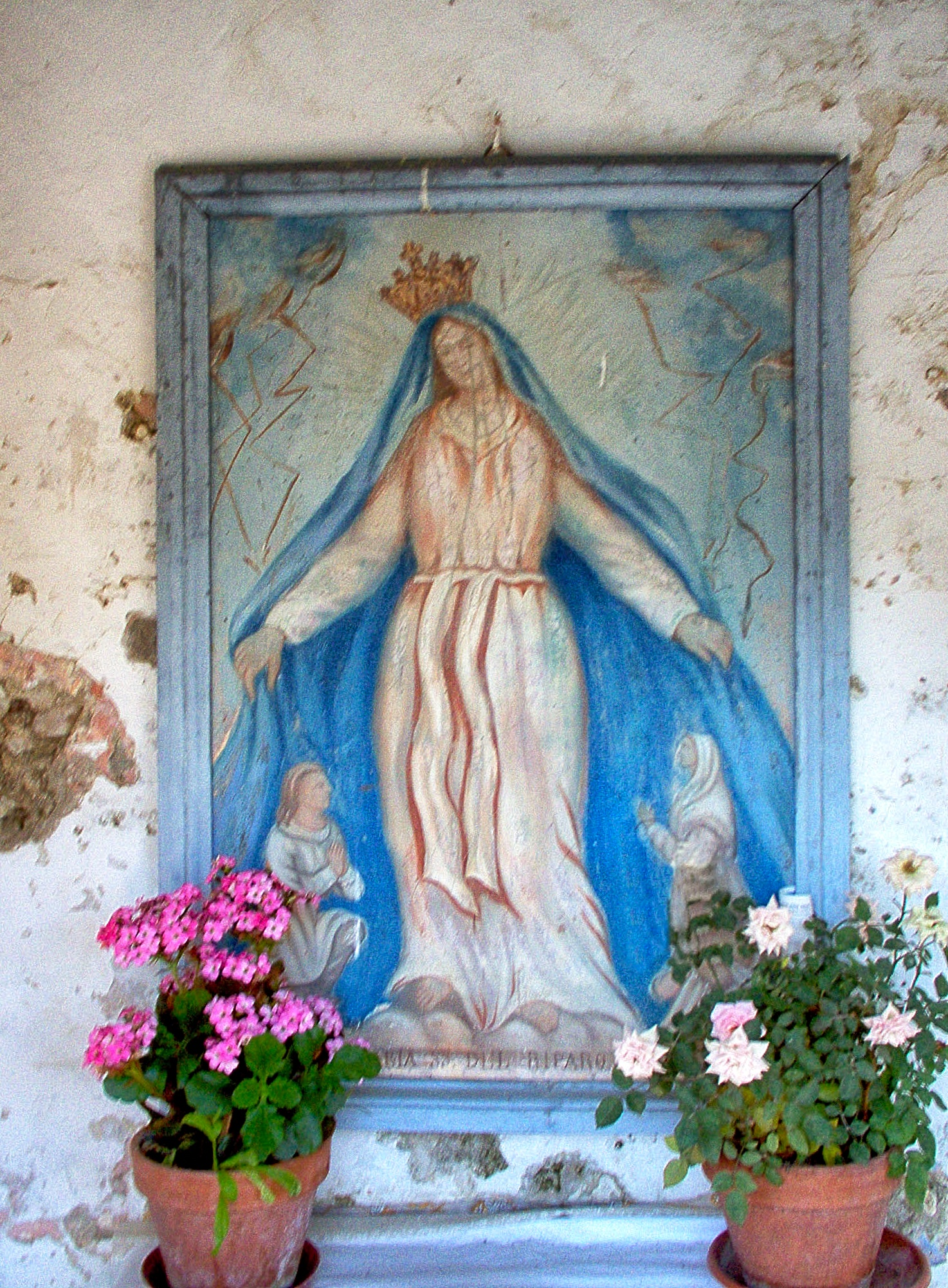
Madonna del Riparo
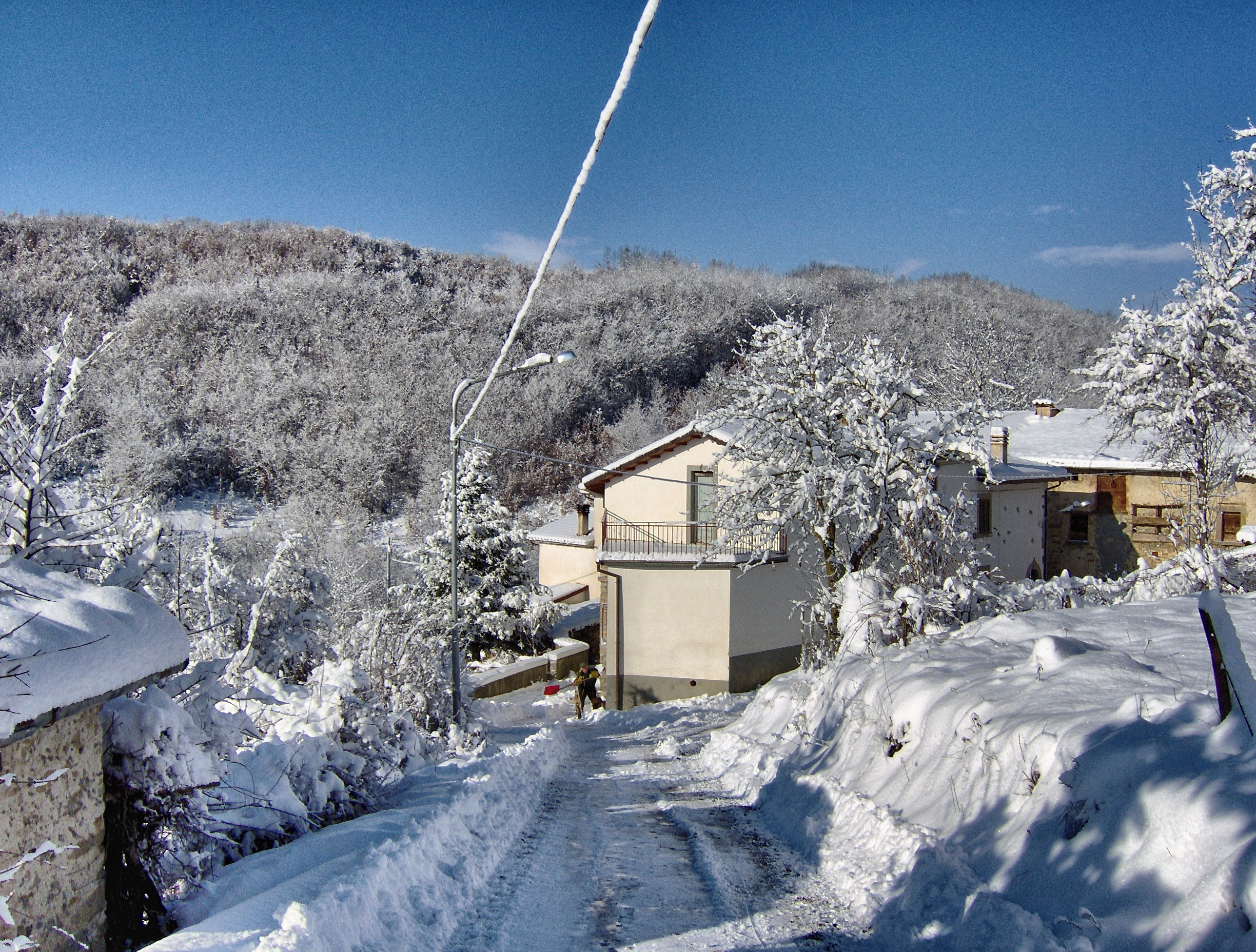
Casale Gentile